# Cyathea notabilis
Cyathea notabilis là một loài thực vật có mạch trong họ Cyatheaceae. Loài này được Domin mô tả khoa học đầu tiên năm 1930.